# 1942년 뉴욕 영화 비평가 협회상
제8회 뉴욕 영화 비평가 협회상은 1942년 영화를 대상으로 하는 시상식이다.

## 수상 및 후보

### 작품상
- 토린호의 운명

### 감독상
- 존 패로우 수상

### 여우주연상
- 훌륭한 앰버슨가 - 아그네스 무어헤드 수상

### 남우주연상
- 성조기의 행진 - 제임스 카그니 수상